# Chiloglanis neumanni
Chiloglanis neumanni es una especie de peces de la familia Mochokidae en el orden de los Siluriformes.

## Morfología
Los machos pueden llegar alcanzar los 6,5 cm de longitud total.

## Hábitat
Es un pez de agua dulce.

## Distribución geográfica
Se encuentran en África: ríos Limpopo,  Cunene, Zambeze, Okavango,  Congo (en Zambia); lago Malawi y ríos costeros de Tanzania.